# Marcin Stanisławski
Marcin Stanisławski (ur. 2 grudnia 1983 w Łodzi) – polski futsalista, trener. Piłkarz trawiasty, reprezentant Polski w futsalu. Od 2015 roku selekcjoner reprezentacji Polski w piłce plażowej.

## Futsal
Od rundy rewanżowej sezonu 2011/2012 jest zawodnikiem Gatty Zduńska Wola, w której od sezonu 2014/2015 pełni także funkcję grającego trenera. Z Gattą w 2012 roku zdobył Puchar Polski, a w sezonie 2014/2015 wywalczył wicemistrzostwo Polski. Zanim został zawodnikiem klubu ze Zduńskiej Woli był zawodnikiem Akademii FC Pniewy, z którą w sezonach 2009/2010 i 2010/2011 zdobywał tytuły Mistrza Polski. Wcześniej był jeszcze zawodnikiem Clearexu Chorzów, z którym dwa razy zdobył Mistrzostwo Polski oraz Hurtapu Łęczyca, z którym był wicemistrzem Polski. Ma on na swoim koncie także występy w reprezentacji Polski, w której po raz ostatni wystąpił w 2011 roku. Marcin Stanisławski był także asystentem selekcjonera reprezentacji Polski U-21 Gerarda Juszczaka.

## Piłka plażowa
Marcin Stanisławski jako trener piłki plażowej zadebiutował w 2014 roku. Od tej pory, nieprzerwanie jest trenerem KP Łódź, z którym zdobył jedno Mistrzostwo Polski, jedno wicemistrzostwo oraz trzy Puchary Polski. Trener wraz z łódzką drużyną brał udział w Euro Winners Cup w 2015 roku.
Marcin Stanisławski od 2015 roku jest selekcjonerem reprezentacji Polski.

## Piłka trawiasta
Marcin Stanisławski był zawodnikiem kilku klubów z otwartego boiska. W sezonie 2002/2003 grał na drugim poziomie rozgrywkowym w ŁKS-ie Łódź. Ostatnim takim klubem tego zawodnika była Warta Sieradz, w której grał do 2009 roku.